# Híbrido F1

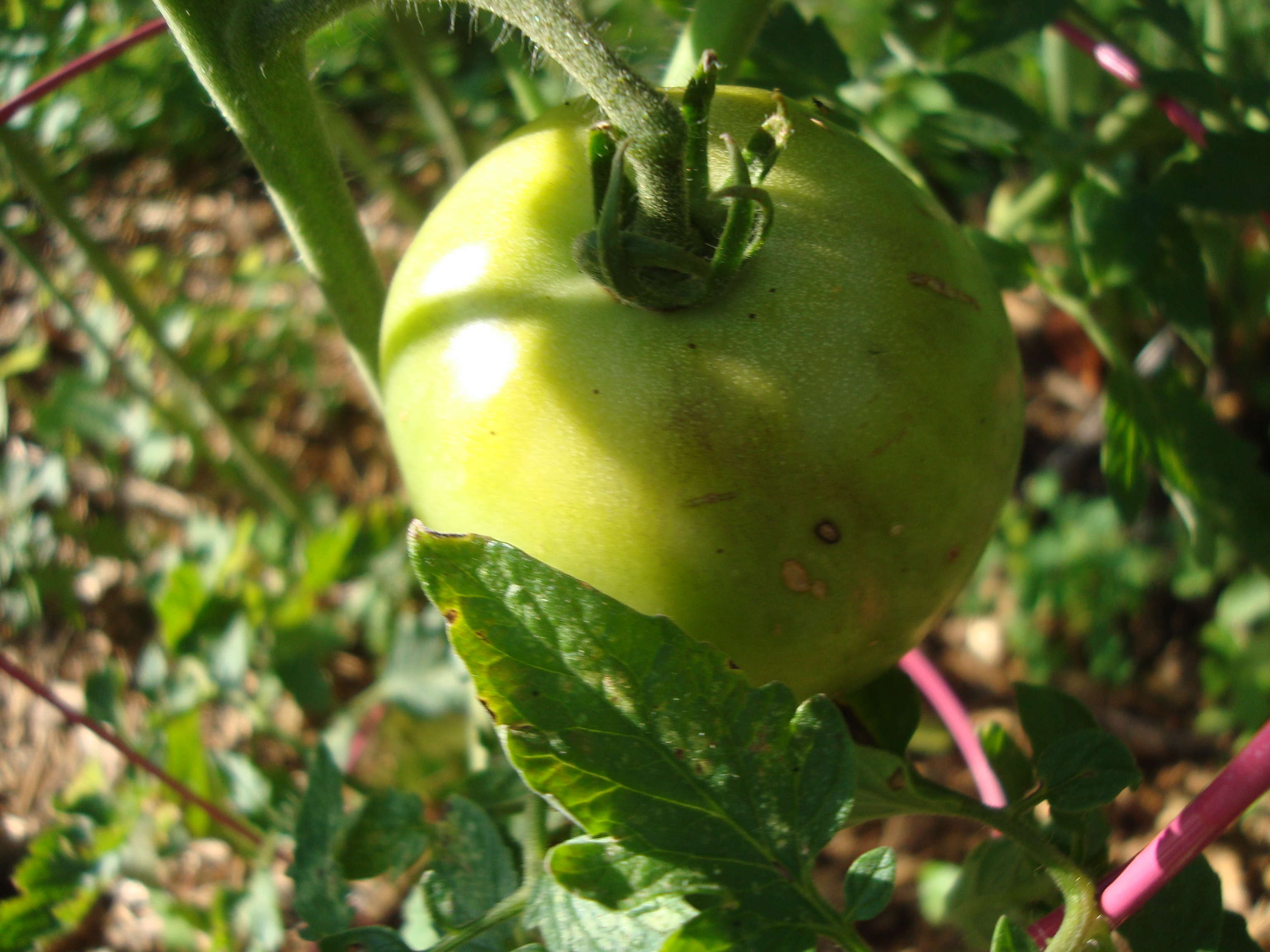
Un cultivar Híbrido F1 : Solanum lycopersicum 'Lemon Boy'

El híbrido F1 es el producto resultante del cruzamiento entre dos líneas puras diferentes, consiguiéndose un híbrido de primera generación en el que se puede mantener el proceso de hibridación. Es un término de la genética y del mejoramiento selectivo. F1 es la Filial 1, la primera generación filial de semillas/plantas o descendencia; así, las siguientes generaciones se llamarán F2, F3, F4, sucesivamente.
Los trabajos pioneros de Gregor Mendel en el siglo XIX se enfocaron en los patrones de la herencia y en las bases genéticas de la variación. En sus experimentos de polinización cruzada involucrando a dos cruzamientos, o a padres homocigoto, Mendel encuentra que la generación resultante F1 era heterocigoto y todos los fenotipos recordaban la dominancia de la planta parental. El descubrimiento de Mendel involucraba las generaciones F1 y F2 fundando las bases de la genética moderna.

### Híbrido F2
Los híbridos F2, el resultado de la autopolinización o de la polinización cruzada de los F1, carecen de la consistencia de los mismos, aunque pueden retener algunos rasgos deseables y pueden ser producidos de manera más barata, ya que la polinización manual u otras intervenciones no son necesarias.  Algunas compañías de semillas ofrecen semillas F2 a menor costo, particularmente en plantas de parterre donde la consistencia es menos crítica.

## Producción de híbridos F1

### En plantas
Dos poblaciones de reproductores con las características deseadas se someten a endogamia hasta que la homocigocidad de la población excede un cierto nivel, generalmente 90% o más.    Típicamente esto requiere más de diez generaciones.  Después de que esto sucede, ambas poblaciones deben ser cruzadas evitando la autofecundación.  Normalmente, esto sucede en las plantas desactivando o removiendo las flores masculinas de una población, aprovechando las diferencias de tiempo entre la floración masculina y femenina o la polinización manual.
En 1960, el 99 por ciento de todo el maíz plantado en los Estados Unidos, el 95 por ciento de la remolacha azucarera, el 80 por ciento de las espinacas, el 80 por ciento de los girasoles, el 62 por ciento del brócoli y el 60 por ciento de las cebollas eran híbridos.  Los frijoles y los guisantes no se hibridan comercialmente porque son polinizadores automáticos, y la polinización manual es prohibitivamente cara.

### Ventajas
- Homogeneidad y predictibilidad debido a la homocigocidad de los padres línea puras, no hay casi ninguna variación genética entre plantas o animales individuales de la F1.  Esto hace que su fenotipo sea extremadamente uniforme y, por lo tanto, atractivo para las operaciones mecánicas y facilita el ajuste fino de la gestión de la población.  Una vez que se conocen las características del cruzamiento, la repetición de este dará exactamente el mismo resultado.

- Más alto rendimiento: Tener dos versiones diferentes de este alelo equivale a tener dos versiones diferentes de la enzima.    Esto aumentará la probabilidad de tener una versión óptima de la enzima presente y reducirá la probabilidad de un defecto genético.  Este efecto se conoce en genética como el "efecto de histéresis genética".

### Desventajas
- La principal ventaja de los híbridos F1 es también su desventaja.  Cuando los cultivares F1 se utilizan para la reproducción de una nueva generación, su descendencia (generación F2) será alta en genes homocigóticos, y por lo tanto tendrá una depresión en el rendimiento y carecerá del vigor híbrido.

- Tanto la endogamia como el cruce de ambas líneas requiere mucho trabajo, lo que se traduce en un costo de semilla mucho mayor.  En general, el mayor rendimiento compensa esta desventaja. Además, los híbridos F1 carecen de diversidad genética, debido a las líneas parentales consanguíneas.